# 羅索胡瓦泰茨 (皮德沃洛奇斯克市鎮)
49°33′26″N 26°3′29″E / 49.55722°N 26.05806°E
羅索胡瓦泰茨（羅馬化：Rosokhuvatets）是烏克蘭的村落，位於該國西部捷爾諾波爾州，由捷尔诺波尔区負責管轄，始建於1785年，面積1.35平方公里，人口250，人口密度每平方公里245.6人。